# Phyllyphanta
Phyllyphanta är ett släkte av insekter. Phyllyphanta ingår i familjen Flatidae.
Kladogram enligt Catalogue of Life:
| Phyllyphanta | \| \| Phyllyphanta angulifera \| \| \| \| \| \| Phyllyphanta declivis \| \| \| \| \| \| Phyllyphanta hyalinata \| \| \| \| \| \| Phyllyphanta producta \| \| \| \| |
|              | \| \| Phyllyphanta angulifera \| \| \| \| \| \| Phyllyphanta declivis \| \| \| \| \| \| Phyllyphanta hyalinata \| \| \| \| \| \| Phyllyphanta producta \| \| \| \| |
|              | Phyllyphanta angulifera |
|              | |
|              | Phyllyphanta declivis |
|              | |
|              | Phyllyphanta hyalinata |
|              | |
|              | Phyllyphanta producta |
|              | |